# Benedetto Varchi

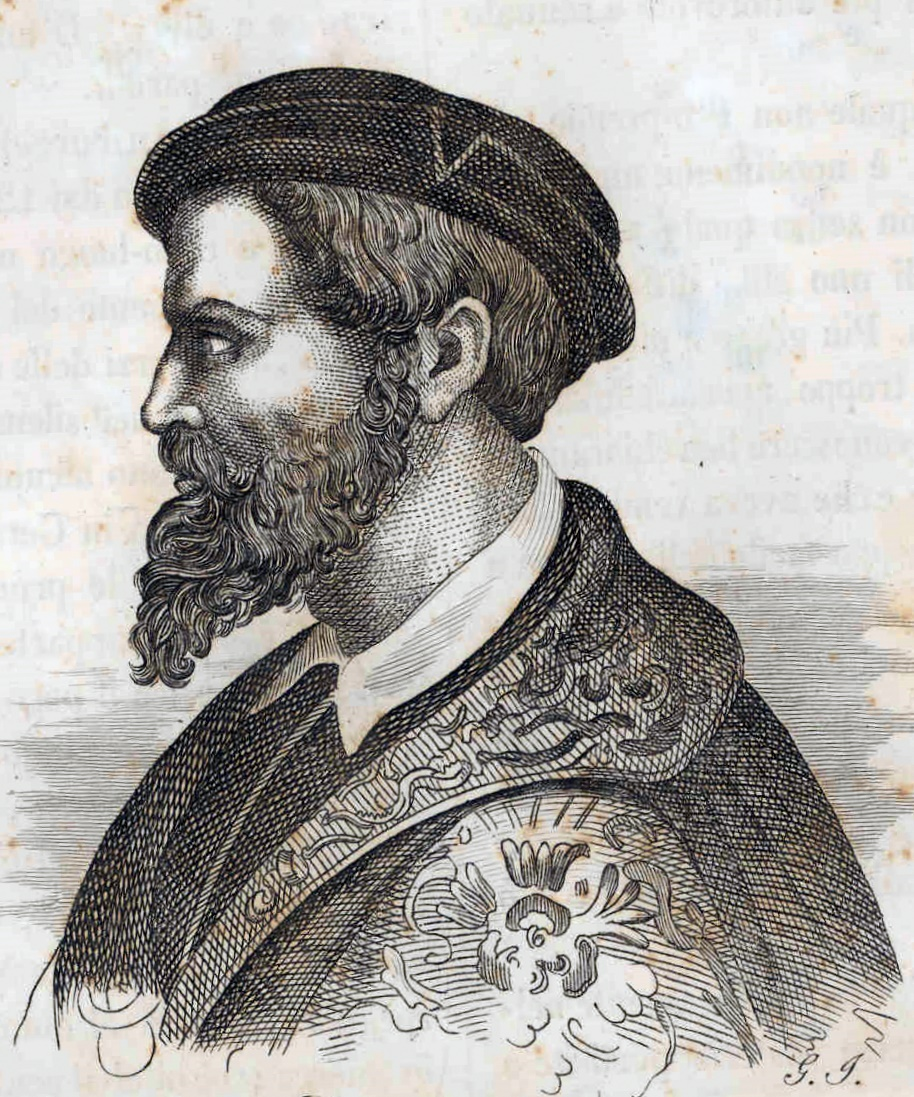
Benedetto Varchi, Darstellung des 19. Jahrhunderts

Benedetto Varchi (* 1502; † 1565) war ein Florentiner Dichter und Historiker.

## Leben
Benedetto Varchi war der Sohn eines Notars und studierte Jura in Pisa. Aus republikanischer Überzeugung kämpfte er während der Belagerung durch die Medici und die kaiserlichen Truppen 1530 in der Verteidigung von Florenz. Nach der Kapitulation der Stadt wurde er verbannt. 1536 nahm er an Piero Strozzis erfolglosem Feldzug gegen die Medici-Herrschaft teil. 1540 war er in Padua Mitglied der Accademia degli Infiammati. 1542 studierte er an der Universität Bologna. Aufgrund seiner verzweifelten wirtschaftlichen Lage bat er 1543 Cosimo I. de’ Medici wieder nach Florenz zurückkehren zu dürfen. Cosimo gab ihm eine Pension und beauftragte ihn, eine Geschichte der Stadt zu schreiben. Das Werk umfasst den Zeitraum zwischen 1527 und 1538.
Er war befreundet mir Pietro Bembo, dessen Prosawerke er herausgab, und korrespondierte mit Annibale Caro und Lodovico Castelvetro. An der Questione della lingua (der italienischen Sprachenfrage) nahm er mit seinem umfangreichen Dialog L'Ercolano (1560–1565) teil. Varchi schrieb außerdem eine Reihe von Theaterstücken, Gedichten, Dialogen in italienischer und in lateinischer Sprache sowie Übersetzungen von klassischen Werken (u. a. Boethius und Seneca). Im Jahr 1565, seinem Todesjahr, wurde er zum Priester geweiht. Seine Geschichte der Stadt Florenz in sechzehn Bänden wurde erstmals 1721 in Florenz veröffentlicht. 
Kunsthistorisch bedeutsam sind seine Vorlesungen vor der von ihm mitgegründeten Florentiner Akademie über den Streit um den Vorrang der Künste (Paragone) im Jahre 1547. Zuerst reflektiert er darin über den relativen Wert und die Rangordnung der Wissenschaften und Künste. Dann wendet er sich dem virulenten Streit zwischen Malerei und Bildhauerei zu, welche Gattung den Vorrang beanspruchen könne, und stellt die wichtigsten Argumente beider Seiten zusammen. Schließlich behandelt er den schon in der Antike angestellten Vergleich zwischen Malerei und Dichtung. Gleichzeitig initiierte er eine Umfrage unter namhaften Künstlern – Michelangelo, Bronzino, Cellini, Vasari und anderen – über dieses Thema, deren Rückmeldungen er zusammen mit seinen eigenen Vorlesungen 1549 in Florenz veröffentlichte.

## Werke
- L’Ercolano. Dialogo di M. Benedetto Varchi nel quale si ragiona delle Lingue, ed in particolare della Toscana e della Fiorentina. Colla Correzione ad esso fatta da Messer Lodovico Castelvetro ; e colla Varchina di Messer Girolamo Muzio. Impressione accuratissima, come si può vedere nella seguente prefazione, Giuseppe Comino, 1744 – 2 Bände.
- Paragone. Rangstreit der Künste. Italienisch und Deutsch. Übersetzt und kommentiert von Oskar Bätschmann und Tristan Weddigen, WBG, Darmstadt 2013, ISBN 978-3-534-21637-6.

## Einzelbelege
1. ↑  Elena Panciera: Alle radici dell’Accademia degli Infiammati di Padova: i Discorsi del modo di studiare di Sperone Speroni. (academia.edu [abgerufen am 13. Januar 2023]).

| Personendaten    | Personendaten                      |
| ---------------- | ---------------------------------- |
| NAME             | Varchi, Benedetto                  |
| KURZBESCHREIBUNG | Florentiner Dichter und Historiker |
| GEBURTSDATUM     | 1502                               |
| STERBEDATUM      | 1565                               |